# Aliaksandr Ryhoravič Lukašenka
Aleksandr Grigorievich Lukashenko (tiếng Belarus: Аляксандaр Рыго́равіч Лукашэ́нка, IPA: [alʲaˈksand(a)r rɨˈɣɔravʲitʂ lukaˈʂɛnka]) (tiếng Nga: Алекса́ндр Григо́рьевич Лукаше́нко, IPA: [ɐlʲɪˈksandr ɡrʲɪˈɡorʲjɪvʲɪtɕ ɫʊkɐˈʂɛnkə]); sinh ngày 30 hay 31 tháng 8 năm 1954, là người nắm giữ chức vụ Tổng thống của Belarus từ ngày 20 tháng 7 năm 1994. Trước khi bắt đầu sự nghiệp chính trị, A. G. Lukashenko là giám đốc của một nông trại quốc doanh. Trong thời gian Lukashenko lãnh đạo, các hành động của chính quyền Belarus bị các tổ chức nhân quyền nhìn nhận là đã vượt ra ngoài giới hạn của luật pháp quốc tế và nhân quyền đã bị vi phạm. Belarus từng bị các lãnh đạo châu Âu và Hoa Kỳ trước đây và hiện nay gọi là "thành lũy cuối cùng của chế độ "độc tài" ở châu Âu. Ông và một số quan chức Belarus khác cũng là những đối tượng bị Liên minh châu Âu áp đặt các biện pháp trừng phạt vì lý do vi phạm nhân quyền.
Tại cuộc bầu cử tổng thống năm 2020, ông đã giành chiến thắng áp đảo trước các đối thủ với tỷ lệ 80% phiếu bầu. Như vậy ông sẽ giữ vai trò tổng thống trong nhiệm kì thứ sáu liên tiếp từ 2020 đến 2025.

## Cuộc sống và sự nghiệp ban đầu (1954–1994)
Aleksandr Grigorievich Lukashenko sinh ngày 30 hay 31 tháng 8 năm 1954 tại khu dân cư Kopys ở vùng Vitebsk của Cộng hòa Xã hội chủ nghĩa Xô viết Belorussia. Ông nội của ông, Trokhym Lukashenko, được sinh ra tại tỉnh Sumy tại Ukraina, gần Shostka (nay là làng Sobycheve). A. G. Lukashenko đã lớn lên mà không có cha bên cạnh, ông bị bạn học chế giễu vì có một người mẹ không chồng. Ông đã tốt nghiệp Viện Giáo dục Mogilev (nay là Đại học A. Kulašow Nhà nước Mahilow) vào năm 1975 và Học viện Nông nghiệp Byelorussia vào năm 1985. Ông phục vụ trong lực lượng Biên phòng Xô viết từ năm 1975 đến 1977 và trong Lục quân Xô viết từ năm 1980 đến 1982. A. G. Lukashenko lãnh đạo một chi đoàn Komsomol tại Mogilev từ năm 1977 đến 1978. Khi phục vụ trong Lục quân Xô viết, A. GR. Lukashenko là một sĩ quan của Sư đoàn bộ binh cơ giới hóa cận vệ 120, đặt căn cứ tại Miensk. Sau khi rời quân ngũ, A. G. Lukashenko trở thành phó chủ tịch của một hợp tác xã. Sau đó, ông được thăng làm giám đốc của nông trường quốc doanh và nhà máy vật liệu xây dựng tại huyện Shklov.
Năm 1990, A. G. Lukashenko được bầu làm một đại biểu trong Hội đồng Tối cao của Cộng hòa Belarus. Ông là đại biểu duy nhất trong Quốc hội Belarus bỏ phiếu chống lại việc phê chuẩn thỏa thuận tháng 12 năm 1991 để giải thể Liên bang Xô viết là lập nên Cộng đồng các Quốc gia Độc lập thay thế.
Sau khi nổi lên là một đối thủ đáng gờm của tham nhũng, năm 1993, A. G. Lukashenko được bầu làm chủ tịch của ủy ban chống tham nhũng của Quốc hội Belarus. Vào cuối năm 1993, ông đã buộc tội 70 viên chức cấp cao trong chính quyền, bao gồm Chủ tịch Quốc hội S. S. Shushkevich, phạm các tội tham nhũng như biển thủ công quỹ của nhà nước để phục vụ cho mục đích cá nhân. S. S. Shushkevich đã thất bại trong một cuộc bỏ phiếu bất tín nhiệm và từ chức. Tuy nhiên, chưa từng có đủ chứng cứ để chống lại S. S. Shushkievich, ông ta ngày càng không được lòng mọi người trong một quốc hội mà những nhân vật bảo thủ chiếm đa số, và họ nắm lấy cơ hội này để lật đổ ông.
Một bản hiến pháp mới của Belarus đã được ban hành vào đầu năm 1994, và nó đã mở đường cho cuộc bầu cử tổng thống dân chủ đầu tiên vào tháng bảy. Có sáu ứng cử viên, bao gồm A. G. Lukashenko, ông đã vận động một cách độc lập theo một cương lĩnh dân túy "đánh bại mafia." A. G. Lukashenko giành chiến thắng với 45,1% số phiếu bầu trong khi V. F. Kebich nhận được 17,4%, Z. S. Pazniak nhận được 12.9% và S. S. Shushkevich nhận được 9,9%.Lukashenko đã chiến thắng trong cuộc bầu cử vòng nhì vào ngày 10 tháng 7 với 80,1% số phiếu. Một thời gian ngắn sau cuộc bầu cử tổng thống tại Belarus, ông đã bày tỏ với Duma Quốc gia của Nga tại Moskva về đề xuất thành lập một Liên bang mới của các nhà nước Slav, và sẽ lên đến đỉnh điểm bằng việc thành lập Nhà nước Liên bang vào năm 1999.

## Tổng thống Belarus

### Nhiệm kỳ đầu tiên (1994–2001)

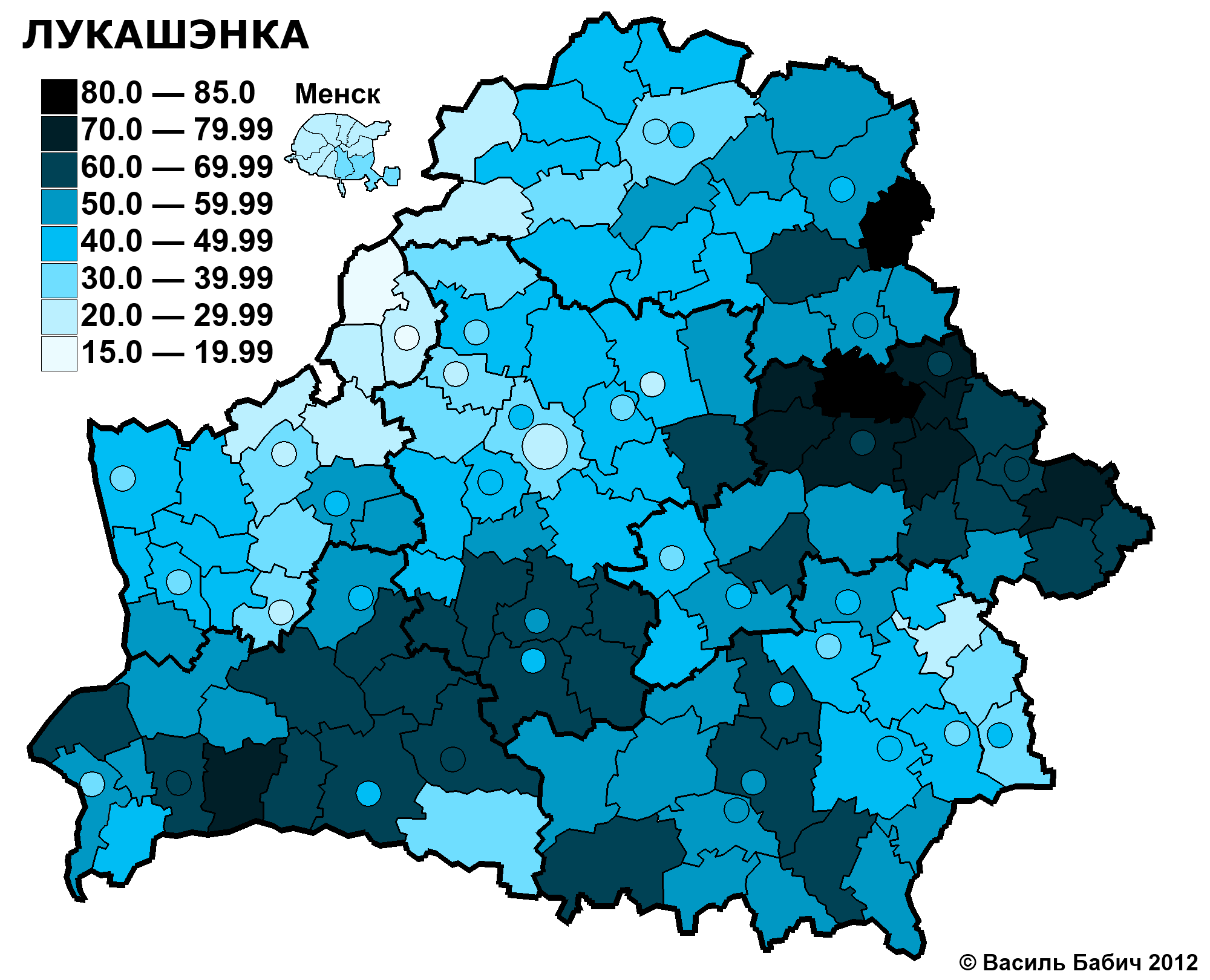
Tỉ lệ ủng hộ vòng một cho A. R. Łukašenka trong cuộc bầu cử tổng thống năm 1994

Tháng 5 năm 1995, đã diễn ra một trong các cuộc bỏ phiếu đầu tiên dưới thời A. G. Lukashenko. Kết quả là không chỉ các biểu tượng quốc gia bị thay đổi mà tiếng Nga còn có được vị thế ngang bằng với tiếng Belarus, Belarus thúc đẩy quan hệ kinh tế chặt chẽ hơn với Nga. Vào mùa hè năm 1996, 70 trong 199 đại biểu của Quốc hội Belarus đã ký vào một bản kiến nghị buộc tội Lukashenko vi phạm Hiến pháp. Một thời gian ngắn sau đó, một cuộc trưng cầu dân ý lại được tổ chức vào ngày 24 tháng 11 năm 1996 trong đó có bốn câu hỏi được Lukashenko đề xuất và ba câu được một nhóm các thành viên Quốc hội đề xuất. Ngày 25 tháng 11, kết quả đã được công bố, theo đó thì 70,5% số phiếu trong 84% cử tri đi bầu đã chấp thuận một hiến pháp được sửa đổi theo hướng tăng thêm rất nhiều quyền lực cho A. G. Lukashenko. Tuy nhiên, Hoa Kỳ và Liên minh châu Âu đã từ chối chấp nhận tính hợp pháp của cuộc trưng cầu dân ý này. Boris Yeltsin, lãnh đạo Nga khi đó, cũng công khai ủng hộ Hoa Kỳ và EU khi cáo buộc Lukashenko "tham quyền cố vị".
Sau cuộc trưng cầu dân ý, A. G. Lukashenko đã triệu tập một hội đồng quốc hội từ các thành viên Quốc hội ủng hộ ông. Sau khi 12 đại biểu rút chữ ký của mình khỏi bản kiến nghị luận tội, quốc hội cũ chỉ còn lại 40 đại biểu, song họ không có nơi để họp, do chính quyền đã đóng cửa tòa nhà quốc hội "để tu sửa". Tuy nhiên, trong một thời gian, Liên minh châu Âu và Ủy hội châu Âu vẫn xem tàn dư của quốc hội cũ là hội đồng lập pháp hợp pháp. Vào đầu năm 1998, Ngân hàng Trung ương Nga đã tạm ngừng việc giao dịch bằng đồng Rúp Belarus, khiến đồng tiền này bị sụt giá. A. G. Lukashenko đã phản ứng bằng cách nắm quyền kiểm soát Ngân hàng Quốc gia Cộng hòa Belarus, sa thải toàn bộ ban lãnh đạo ngân hàng và đổ lỗi cho phương Tây về việc giá trị đồng bạc quốc gia rơi tự do. Chính phủ Nga thân phương Tây khi đó cáo buộc Lukashenko âm mưu "kiểm soát bằng bàn tay độc tài".

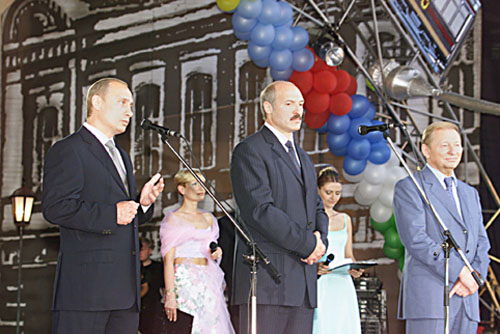
A. R. Łukašenka đứng cùng V. V. Putin và L. D. Kučma tại Hội chợ Slavianski ở Vitebsk vào năm 2001

A. G. Lukashenko cáo buộc các chính phủ nước ngoài đã âm mưu chống lại ông, và đến tháng 4 năm 1998, ông đã trục xuất các đại sứ khỏi khu liên hợp Drazdy gần Miensk, cấp cho họ một tòa nhà khác. Vụ việc Drazdy đã gây ra sự phản đối quốc tế và khiến Hoa Kỳ và Liên minh châu Âu áp đặt lệnh cấm đi lại đối với Lukashenko. Mặc dù các đại sứ cuối cùng đã được trở lại khu liên hợp sau khi tranh cãi lắng xuống, A. G. Lukashenko vẫn đẩy mạnh các cuộc khẩu chiến chống phương Tây. Ông tuyên bố rằng các chính quyền phương Tây đã cố gắng làm suy yếu Belarus trên mọi mặt, thậm chí là cả thể thao, trong Thế vận hội Mùa đông 1998 tại Nagano, Nhật Bản.
Khi bùng phát Chiến tranh Kosovo năm 1999, A. G. Lukashenko đã đề nghị Tổng thống Nam Tư Slobodan Milosevic về việc Nam Tư gia nhập Liên bang Nga-Belarus. Sau cuộc tấn công Iraq 2003, các cơ quan tình báo Hoa Kỳ đã đưa ra một báo cáo mà theo đó thì các sĩ quan phụ tá của Saddam Hussein đã xoay xở để có được hộ chiếu Belarus trong khi đang ở Syria. Đồng thời, báo cáo cũng nói rằng không có vẻ như Belarus sẽ cung cấp một nơi ẩn náu an toàn cho Saddam và hai con trai. Các chính sách đối ngoại của A. G. Lukashenko đã khiến chính quyền các nước Phương Tây có lập trường cứng rắn hơn trong việc chống lại ông. Hoa Kỳ đặc biệt tức giận trước các thương vụ vũ khí giữa Belarus với Iran và Iraq, và các nhà lãnh đạo chính trị Mỹ ngày càng gọi Belarus là "chế độ độc tài cuối cùng của châu Âu". Liên minh châu Âu quan tâm đến vấn đề an ninh cho nguồn cung khí đốt của họ từ Nga, các đường ống khí đốt phải đi qua Belarus, và đã tích cực quan tâm đến các vấn đề của đất nước này. Tính đến năm 2004, EU và Belarus chia sẻ một đường biên giới dài hơn 1000 km với sự gia nhập mới của Ba Lan, Latvia và Litva.

### Nhiệm kỳ thứ hai (2001–2006)
Cuộc bầu cử tổng thống năm 2001 được tổ chức vào ngày 9 tháng 9, các đối thủ của Lukashenko là Vladimir Goncharik và Sergei Gaidukevich. Trong chiến dịch tranh cử, Lukashenko đã hứa hẹn sẽ nâng cao trình độ của ngành nông nghiệp, phúc lợi xã hội và gia tăng sản lượng công nghiệp của Belarus. Lukashenko đã chiến thắng ngay từ vòng đầu tiên với 75,65% số phiếu. Tuy nhiên, Tổ chức An ninh và Hợp tác châu Âu đã cho rằng quá trình bầu cử "không đáp ứng các tiêu chuẩn quốc tế". Gerard Stoudmann của ODIHR (Cơ quan Các tổ chức Dân chủ và Nhân quyền) của OSCE thì cho rằng "không có bằng chứng về các mánh khóe hay gian lận". Nga thì công khai hoan nghênh việc Lukashenko tái đắc cử. Tổng thống Nga V. V. Putin đã gọi điện cho Lukashenko và gửi một bức điện chúc mừng. Jane's Intelligence thì phỏng đoán cái giá cho việc Nga ủng hộ Lukashenko trong cuộc bầu cử tổng thống là việc Minsk phải từ bỏ quyền quản lý đối với đoạn đường ống Yamal-châu Âu đi qua Belarus. Năm 2004, một cuộc trưng cầu dân ý đã chấp thuận việc loại bỏ giới hạn nhiệm kỳ của tổng thống, cho phép Lukashenko tiếp tục tái tranh cử vào năm 2006. Belarus đã có tăng trưởng về mặt kinh tế dưới thời Lukashenko, song phần lớn sự tăng trưởng này là do nước này được quyền nhập khẩu dầu của Nga với giá thấp hơn giá thị trường và sau đó lọc dầu rồi bán lại sang các nước châu Âu khác.

### Bầu cử tổng thống năm 2006
Sau khi Lukashenko khẳng định rằng ông sẽ tái tranh cử năm 2005, các nhóm đối lập đã bắt đầu tìm kiểm một ứng cử viên duy nhất. Ngày 16 tháng 10 năm 2005, vào Ngày Đoàn kết với Belarus, nhóm chính trị Zubr và Con đường Thứ ba Belarus đã khuyến khích tất cả các đảng đối lập tập hợp lại sau một ứng cử viên duy nhất để chống lại Lukashenko trong cuộc bầu cửa vào năm 2006. Người được họ lựa chọn là Alexander Milinkevich, người này chạy đua với Lukashenko và các ứng cử viên khác. Lukashenko đã phản ứng lại bằng việc phát biểu rằng bất cứ ai đi đến các cuộc biểu tình của phe đối lập sẽ bị vặn cổ "như một con vịt". Lúc đó, quan chức Anh William Hague đã tiên đoán rằng "Ông Lukashenko đã sắp đặt các cuộc bầu cử bất hợp pháp và phi dân chủ để mở rộng quyền lực và sự kiểm soát của ông ta đối với người dân". Ngày 19 tháng 3 năm 2006, các tiếp xúc với cử tri sau khi họ bỏ phiếu đã cho thấy Lukashenko sẽ đắc cử nhiệm kỳ ba với số phiếu lớn. Tổ chức EcooM ước đoán Lukashenko giành 84,2% số phiếu và Milinkevich chỉ được 2%, trong khi Liên hiệp Thanh niên Cộng hòa Belarus thì ước đoán Lukashenko được 84,2% số phiếu và Milinkevich được 3,1% số phiếu. Tổ chức Gallup thì lưu ý rằng EcooM và Liên hiệp Thanh niên Cộng hòa Belarus là các tổ chức do chính phủ kiểm soát và cả hai đều công bố kết quả thăm dò của mình trước buổi trưa ngày bầu cử, trong khi cuộc bầu cử chỉ kết thúc vào lúc 8h tối.
Nhà cầm quyền Belarus tuyên bố họ sẽ dẹp yên bất ổn trong trường hợp có biểu tình quy mô lớn hậu bầu cử (giống như đã xảy ra trong Cách mạng Cam tại Ukraina). Mặc dù vậy, người biểu tình đã tập hợp đông đảo sau cuộc bầu cử và là cuộc biểu tình có số người tham gia đông đảo nhất mà phe đối lập tập hợp được trong nhiều năm, với các vụ phản đối ban đêm và các cuộc biểu dương lực lượng tại Minsk. Số người có mặt trong cuộc biểu tình phản đối kết quả bầu cử ban đêm lớn nhất là khoảng 10.000 theo ước tính của phóng viên AP. Các quan sát viên bầu cử đến từ Cộng đồng các Quốc gia Độc lập (SNG) và Tổ chức An ninh và Hợp tác châu Âu (OSCE) có đánh giá khác nhau về cuộc bầu cử tại Belarus. OSCE ra tuyên bố vào ngày 20 tháng 3 năm 2006 rằng cuộc bầu cử tổng thống đã không đáp ứng được tiêu chuẩn về một cuộc bầu cử công bằng của OSCE và Lukashenko đã sử dụng quyền lực nhà nước để không cho phép người dân được thể hiện ý muốn của họ một cách tự do và công bằng tại hòm phiếu, đe dọa và đàn áp các tiếng nói độc lập." Những người đứng đầu của tất cả 25 quốc gia thành viên Liên minh châu Âu đã tuyên bố rằng cuộc bầu cử là "sai sót về cơ bản", ngược lại, Ngoại trưởng Nga tuyên bố rằng, "Một thời gian dài trước cuộc bầu cử, Văn phòng Các tổ chức Dân chủ và Nhân quyền của OSCE đã tuyên bố rằng cuộc bầu cử sẽ không hợp pháp và cơ quan đã khá thiên vị trong tường thuật về tiến triển và kết quả của cuộc bầu cử, do đó đóng một vai trò xúi giục."
Lukashenko sau đó đã tuyên bố rằng ông đã gian lận trong kết quả bầu cử chống lại chính mình để có được một con số hợp ý các quốc gia phương Tây. Mặc dù kết quả bầu cử cho thấy rằng ông đã giành được 93,5% số phiếu, song ông đã chỉ đạo cho chính phủ thông báo kết quả là 86%. Ông lưu ý rằng, điều này vẫn không làm hài lòng các nhà phê bình nước ngoài. Một số người dân tộc chủ nghĩa Nga, chẳng hạn như D. O. Rogozin và Phong trào chống nhập cư bất hợp pháp, đã tuyên bố rằng họ muốn thấy Lukashenko trở thành Tổng thống Nga vào năm 2008. Lukashenko đã cho biết rằng ông sẽ không chạy đua vào chức Tổng thống Nga; nếu sức khỏe của mình vẫn tốt, ông sẽ tái tranh cử tổng thống Belarus vào năm 2011.

### Nhiệm kỳ thứ ba (2006–2011)
Tháng 9 năm 2008, Belarus đã tổ chức bầu cử quốc hội. Lukashenko đã cho phép một số ứng cử viên đối lập tranh cử, mặc dù kết quả chính thức cho thấy các thành viên đối lập đã không giành được ghế nào trong 110 ghế tại quốc hội. Cuộc bầu cử này bị các thành viên đối lập và những người ủng hộ họ phản đối vì cho rằng nó "không hoàn thiện". Theo phái đoàn quan sát bầu cử của SNG đặt tại Nizhny Novgorod, các cuộc bầu cử tại Belarus phù hợp với tiêu chuẩn quốc tế. Tổng thống Lukashenko sau đó nhận xét rằng phe đối lập ở Belarus có tài trợ từ nước ngoài.
Tháng 4 năm 2009, ông đã hội đàm với Đức Giáo hoàng Giáo hoàng Biển Đức XVI tại Vatican, đánh dấu chuyến thăm đầu tiên của ông đến Tây Âu sau một thập kỷ bị Liên minh châu Âu áp lệnh cấm đi lại.

### Bầu cử tổng thống 2010
Lukashenko là một trong mười ứng cử viên của cuộc bầu cử tổng thống Belarus tổ chức vào ngày 19 tháng 12 năm 2010. Mặc dù ban đầu cuộc bầu cử dự kiến được tổ chức vào năm 2011, song ngày bầu cử đã được đẩy sớm lên để "bảo đảm sự tham gia tối đa của các công dân trong chiến dịch tranh cử" và là "thời gian thuận tiện nhất đối với các cử tri'. Chiến dịch tranh cử có điểm lạ thường khi một loạt các phương tiện truyền thông Nga tấn công ứng cử viên Aleksandr Lukashenko. Ủy ban Bầu cử Trung ương cho biết rằng tất cả chín ứng cử viên đối lập có khả năng chỉ giành được ít hơn một nửa số phiếu mà ứng cử viên Lukashenko giành được.
Song các nhân vật đối lập cho đây là sự hăm dọa và "trò gian trá bẩn thỉu", cuộc bầu cử được xem là tương đối cởi mở trong bối cảnh Belarus mong muốn cải thiện quan hệ với cả châu Âu và Hoa Kỳ.
Vào ngày bầu cử, hai ứng cử viên tổng thống đã bị cảnh sát đánh đập trong các cuộc biểu tình phản đối khác nhau. Vào đêm bầu cử, những người biểu tình phản đối đã cố gắng xông vào tòa nhà của chính phủ Belarus, đập vỡ các cửa sổ và cửa ra vào trước khi cảnh sát chống bạo động có thể đẩy lui được họ. Số người biểu tình được các hãng tin tức lớn tường thuật là khoảng hoặc trên 10.000 người. Hàng trăm người phản đối kết quả bầu cử đã bị bắt giữ, trong đó có ít nhất bảy ứng cử viên tổng thống. Ủy ban Bầu cử Trung ương tuyên bố rằng Lukashenko đã chiến thắng với 79,65% số phiếu (ông giành được 5.130.557 phiếu) trong 90,65% số cử tri đi bầu. Tổ chức An ninh và Hợp tác châu Âu coi cuộc bầu cử là "không hoàn thiện" trong khi phái đoàn của Cộng đồng các Quốc gia Độc lập thì ca ngợi cuộc bầu cử là "tự do và minh bạch". Một vài ngoại trưởng châu Âu nhận xét cuộc bầu cử và các cuộc biểu tình phản đối bầu cử là "bước lùi đáng tiếc trong sự phát triển của quản trị dân chủ và tôn trọng nhân quyền tại Belarus." Tuy nhiên, OSCE cũng lưu ý rằng đã có một số cải tiến trong thời gian bầu cử, bao gồm việc các ứng cử viên được tiến hành các cuộc tranh luận trên truyền hình và truyền tải các thông điệp của họ mà không bị cản trở.
Buổi lễ nhậm chức của Lukashenko vào ngày 22 tháng 1 năm 2011 đã bị các đại sứ của các nước Liên minh châu Âu tẩy chay, trong khi các nước bạn bè SNG chỉ cử các quan chức không cao hơn cấp đại sứ. Trong buổi lễ, Lukashenko đã bảo vệ tính hợp pháp của việc ông tái đắc cử và tuyên bố rằng Belarus sẽ không bao giờ là một phiên bản của Cách mạng Cam Ukraina 2004 và Cách mạng Hoa hồng tại Gruzia năm 2003.
Liên minh châu Âu đã nối lại lệnh cấm đi lại đối với Lukashenko từ ngày 31 tháng 1 năm 2011, theo đó Lukashenko và 156 cộng sự của ông sẽ bị cấm đến các nước thành viên EU, lý do là vì chính quyền Lukashenko đã đàn áp bằng bạo lực những người biểu tình ủng hộ phe đối lập sau cuộc bầu cử.

## Chính sách đối nội
Lukashenko quảng bá mình là "con người của nhân dân." Do phong cách lãnh đạo của mình, ông thường được gọi thân mật là бацька (bats'ka, "bố"). Ông được bầu làm Chủ tịch của Ủy ban Olympic Belarus vào năm 1997. Trong một bài nói chuyện với quốc dân vào ngày 7 tháng 9 năm 2004, Lukashenko đã công bố kế hoạch tổ chức một cuộc trưng cầu dân ý về việc có nên loại bỏ giới hạn nhiệm kỳ tổng thống hay không. Cuộc trưng cầu dân ý đã được tổ chức vào ngày 17 tháng 10 năm 2004, cùng ngày với cuộc bầu cử quốc hội, và theo kết quả chính thức thì 79,42% đã thông qua việc bãi bỏ giới hạn nhiệm kỳ tổng thống. Trước đó, Lukashenko bị giới hạn với quy định tổng thống chỉ được phục vụ trong hai nhiệm kỳ và do đó không được tiếp tục giữ chức tổng thống vào năm 2006. Các nhóm đối lập, Tổ chức An ninh và Hợp tác châu Âu, Liên minh châu Âu, Bộ Ngoại giao Hoa Kỳ đã tuyên bố cuộc bỏ phiếu là không theo chuẩn mực của các tiêu chuẩn quốc tế. OSCE đã dẫn ra một ví dụ cho việc này là các lá phiếu đã bị đánh dấu trước.
Ban đầu, Lukashenko muốn xây dựng lại Belarus khi ông nhậm chức. Kinh tế Belarus khi đó rơi tự do vì lĩnh vực công nghiệp suy giảm và thiếu nhu cầu đối với hàng hóa Belarus. Lukashenko đã đặt nhiều ngành công nghiệp dưới sự kiểm soát của chính phủ và quá trình tư nhân hóa bị làm chậm lại. Từ năm 2001, Lukashenko muốn cải thiện phúc lợi xã hội cho các công dân nước mình và khiến Belarus trở nên "hùng mạnh và phồn vinh". Trả lời một câu hỏi về các chính sách đối nội của Belarus, Tổng thống Hugo Chávez của Venezuela đã nói rằng "Chúng tôi nhìn thấy ở đây một nhà nước có mô hình xã hội giống thư thứ mà chúng tôi bắt đầu tạo ra." Chủ tịch của Đại hội đại biểu Nhân dân toàn quốc Ngô Bang Quốc lưu ý rằng Belarus đã phát triển nhanh chóng dưới thời Lukashenko. Các thành viên nghị viện Litva cũng khen ngợi nền kinh tế Belarus và đóng góp của nó đối với kinh tế Litva, Stanislovas Gedraitis đã nói rằng ông ngạc nhiên trước sự tiến bộ mà Belarus đã tạo ra hầu hết là do những nỗ lực của người lãnh đạo quốc gia.
Một số người chỉ trích Lukashenko đã sử dụng thuật ngữ chủ nghĩa Lukash để nói về hệ thống kinh tế và chính trị mà Lukashenko vận hành tại Belarus. Thuật ngữ này cũng được sử dụng rộng rãi hơn để nói về một học thuyết chính trị độc đoán dựa trên sùng bái cá nhân và hoài niệm thời Xô viết trong một số nhóm nhất định tại Belarus. Không rõ thuật ngữ này được sử dụng khi nào, mặc dù tài liệu đầu tiên sử dụng nó là vào năm 1998, đó là trong bối cảnh khai trương một bảo tàng để tưởng nhớ các nạn nhân của chủ nghĩa Cộng sản với một phần dành cho chủ nghĩa Lukash. Thuật ngữ chủ yếu được những người phản đối Lukashenko sử dụng, chẳng hạn như Zubr.
Lukashenko liên tục phản đối mặt với sự phản đối ở trong nước từ một liên minh các nhóm đối lập được Hoa Kỳ và Liên minh châu Âu ủng hộ. Quốc hội Hoa Kỳ đã tìm cách để hỗ trợ cho các nhóm đối lập bằng việc thông qua Đạo luật Dân chủ Belarus 2004, theo đó đưa vào các biện pháp trừng phạt chính phủ của Lukashenko và cung cấp hỗ trợ tài chính của phe đối lập.
Những người ủng hộ Lukashenko thì cho rằng sự lãnh đạo của ông đã giúp cho Belarus tránh được cuộc khủng hoảng như đã xảy ra với các nước khác thuộc Liên Xô cũ.
Lukashenko  nhận xét những lời chỉ trích đối với bạn thân mình: "Tôi đã nghe được những lời buộc tội đó trong hơn 10 năm và chúng tôi đã quen thuộc với nó." Trước khi bỏ phiếu bầu Tổng thống năm 2006, ông nói: "Các cuộc bầu cử tại Belarus được tổ chức cho bản thân chúng ta. Tôi chắc chắn rằng người dân Belarus là những chủ nhân đất nước của mình." Ông cảnh báo rằng bất kỳ ai tham gia một cuộc phản đối sẽ được đối xử như một "kẻ khủng bố", bổ sung thêm rằng: "Chúng ta sẽ vặn cổ họ như làm với một con vịt".

## Chính sách đối ngoại
Mối quan hệ của Lukashenko với Liên minh châu Âu đã trở nên căng thẳng, một phần là do chính sách của ông đối với những người đối lập trong nước. Các cuộc trấn áp của Lukashenko đối với lực lượng đối lập đã khiến ông có biệt danh là "nhà độc tài cuối cùng của châu Âu" và ông cùng một số quan chức Belarus bị áp đặt các biện pháp trừng phạt về đi lại của Liên minh châu Âu. Tuy nhiên, trong một sự thay đổi về chính sách vào tháng 10 năm 2008, Liên minh châu Âu đã quyết định tạm thời dỡ bỏ lệnh trừng phạt đi lại, mục đích chủ yếu là nhằm thuyết phục Belarus không công nhận độc lập cho hai khu vực ly khai Nam Ossetia và Abkhazia. Quyết định này được gia hạn sáu tháng sau đó (năm 2009) và hết hạn vào cuối năm 2009. Ngày 16 tháng 9 năm 2009, Lukashenko đã vào lãnh thổ Liên minh châu Âu lần thứ hai kể từ sau khi tạm thời đình chỉ lệnh trừng phạt, ông đã đến thăm một hội chợ thương mại Belarus tại Vilnius, Litva.
Những người ủng hộ chính sách 'thay đổi thông qua hứa hẹn' của Liên minh châu Âu đã đưa ra một loạt luận cứ. Đầu tiên, chính sách cũ của Liên minh châu Âu nhằm cô lập Belarus đã không tạo ra kết quả. Thứ hai, hứa hẹn tạo cơ hội để diễn ra một số thay đổi, tất nhiên không có nghĩa là đảm bảo có thay đổi. Thứ ba, nó cung cấp các cơ hội đối thoại cá nhân và với công luận về việc thay đổi. Thứ tư, hứa hẹn có thể ảnh hưởng đến những người thuộc cấp của Lukashenko, bằng cách cho họ thấy quy tắc châu Âu và thể hiện rằng 'giá trị châu Âu' là có thật, không chỉ đơn thuần là một khái niệm hoặc một thuật ngữ đế che giấu một chương trình nghị sự chính trị.
Trước đây, quan hệ giữa Lukashenko với Nga, một đồng minh hùng mạnh, đã xấu đi đáng kể. Trong thời gian chạy đua của cuộc bầu cử tổng thống Belarus năm 2010, một loạt phương tiện truyền thông Nga đã tấn công ứng cử viên Aleksandr Lukashenko. Kênh NTV do nhà nước Nga kiểm soát đã phát sóng trong suốt tháng bảy một bộ phim tài liệu nhiều phần có tiêu đề 'Bố già', trong đó nêu bật sự biến mất đáng ngờ của một số lãnh đạo đối lập vào cuối thập niên 1990, cũng như nêu bật một tuyên bố mà Lukashenko dường như đã ca ngợi Adolf Hitler. Lukashenko đã gọi cuộc tấn công này là 'tuyên truyền bẩn thỉu'.

### EU ngưng trừng phạt Lukashenko
Ngày 9.10.2015, theo thông tấn xã AFP, sau khi tù nhân chính trị cuối cùng ở Belarus được thả ra, EU chuẩn bị ngưng những trừng phạt đối với tổng thống Aleksandr Lukashenko, trong đó có việc khóa các tài sản và cấm vào EU của 150 người thân cận và ủng hộ ông. Quyết định cuối cùng còn tùy thuộc vào cuộc bầu cử tổng thống ngày chủ nhật tới.

## Phát biểu gây tranh cãi
A. G. Lukashenko cũng gây chú ý với các phát ngôn gây tranh cãi của ông. Năm 1995, ông đã có phát biểu mà có người cho rằng ca ngợi Adolf Hitler: "Lịch sử của Đức là một bản sao của lịch sử Belarus. Đức đã vươn lên từ những đống đổ nát nhờ quyền lực vững chắc và không phải mọi thứ liên quan đến nhân vật nổi tiếng Hitler đều xấu xa. Trật tự của Đức đã phát triển qua nhiều thế kỷ và đạt đỉnh cao của nó dưới thời Hitler." Tuy nhiên, cáo buộc này xuất phát từ kênh truyền hình NTV của Nga, dựa trên một cuộc phỏng vấn của A. G. Lukashenko với tờ báo Đức Handelsblatt, trong đó Hitler thậm chí còn không được đề cập. Người phỏng vấn là Tiến sĩ Markus Zeiner, nói rằng băng ghi âm của cuộc phòng vấn đã bị tách ra khỏi bối cảnh và trình tự các ý kiến đã bị các phương tiện truyền thông Nga thay đổi.
Tháng 10 năm 2007, A. G. Lukashenko bị cáo buộc đã có bình luận bài Do Thái và bài Israel một cách rõ ràng. Trong bài nói chuyện "tình trạng tồi tàn của thành phố Babruysk" được phát trực tiếp trên sóng phát thanh quốc gia, ông đã nói rằng: "Đây là một thành phố Do Thái, và những người Do Thái không quan tâm đến nơi họ sinh sống. Họ đã biến Babruysk thành một chuồng lợn. Hãy nhìn Israel—Tôi đã ở đó và tự mình trông thấy... Tôi kêu gọi những người Do Thái có tiền hãy trở lại Babruysk." Các thành viên của Hạ viện Hoa Kỳ đã gửi một bức thư cho đại sứ Belarus tại Hoa Kỳ, M. M. Chvastow, yêu cầu rút lại các bình luận của A. G. Lukashenko. Lời bình luận cũng gây ra phản ứng từ Israel. Kết quả là, P. I. Yakubovich, biên tập viên của tờ báo "Xô Viết Bêlarút" (Savieckaja Bielaruś - Савецкая Беларусь), đã được cử đến Israel, và trong cuộc họp với Bộ Ngoại giao Israel, ông nói rằng các bình luận của A. G. Lukashenko là "một lời nói đùa" sai lầm, và không thể hiện quan điểm của ông với người Do Thái." Đại sứ Belarus tại Israel, Igor Leshchenya, nói rằng tổng thống nước ông là "có thái độ tốt đối với người Do Thái." Sergei Rychenko, thư ký báo chí tại Đại sứ quán Belarus ở Tel Aviv, nói rằng nhiều phần trong những lời bình luận của A. G. Lukashenko đã được dịch sai. Trong thực tế, hai tờ báo Belarus là Nasha Niva (Cánh đồng lúa mì của chúng ta) và Narodnaia Volia (Ý chí của Nhân dân), đã bị đóng cửa vào năm 2006, sau khi bỏ qua một số cảnh báo khi xuất bản các bài báo bị cáo buộc là chống Do Thái và phân biệt chủng tộc.
Ngày 4 tháng 3 năm 2012, A. G. Lukashenko đã phải nhận những lời khiến trách ngoại giao đến từ Đức và gây nhiều tranh cãi khi ông xúc phạm Ngoại trưởng đồng tính Đức, Guido Westerwelle, với tuyên bố "thà là một kẻ độc tài còn hơn là một tên đồng tính" hai ngày sau khi các lãnh đạo Liên minh châu Âu (bao gồm Westerwelle) họp thượng đỉnh tại Bruxelles vào ngày 3 tháng 3 và kêu gọi tiến hành các biện pháp mới để gây sức ép lên A. G. Lukashenko vì các cáo buộc vi phạm nhân quyền tại Belarus. Trong cuộc họp, Westerwelle đã gọi A. G. Lukashenko là "kẻ độc tài cuối cùng của châu Âu".

## Cuộc sống cá nhân
Aleksandr Grigorievich Lukashenko yêu Galina Zhelnerovich từ thời trung học, hai người kết hôn vào năm 1975. Con trai cả của hai người, Viktor, cũng được sinh ra vào năm đó. Con trai thứ hai của họ, Dmitry, sinh ra vào năm 1980. Halina sống riêng trong căn nhà tại ngôi làng gần Shklov. Mặc dù họ vẫn là vợ chồng trên pháp lý, Galina đã bị chồng lạnh nhạt một thời gian ngắn sau khi ông trở thành tổng thống. Tiểu sử của A. G. Lukashenko trên trang thông tin chính thức của Tổng thống Belarus không nhắc đến Galina. Con trai Viktor của A. G. Lukashenko là một 'sĩ quan phụ tá an ninh quốc gia'; và A. G. Lukashenko đã nói công khai về con trai là "một kẻ yếu đuối vô dụng sẽ ngày càng trở nên yếu đuối hơn".
A. G. Lukashenko có một người con trai ngoài giá thú, Nikolay, sinh năm 2004. Mặc dù không bao giờ được xác nhận chính thức, song dư luận rộng rãi cho rằng mẹ của đứa trẻ là Irina Abelskaya– Hai người đã có một mối tình khi bà là bác sĩ riêng của A. G. Lukashenko.

## Huân chương và danh dự

#### Liên bang Nga
- Huy chương "Kỷ niệm 850 năm thành lập Moskva" (6-9-1997)[113]
- Huân chương Phục vụ Tổ quốc hạng 2 (2001)[114]
- Huân chương Aleksandr Nevsky (2014)[115]

#### Kazakhstan
- Huân chương Nazarbayev (27-5-2019)[116]

#### Moldova
- Huân chương Cộng hòa (4-10-2016)[117][118]

#### Azerbaijan
- Huân chương Heidar Aliyev (28-11-2016)[119][120]

#### Serbia
- Huân chương Cộng hòa Serbia với nơ (2013)[121]

#### Cuba
- Huân chương José Martí (2000)[122]

#### Venezuela
- Huân chương Anh hùng giải phóng với dây xích (2007)[123]
- Huân chương Francisco Miranda hạng 1 (2010)[124]

#### Lybia
- Huân chương Cách mạng tháng Chín vĩ đại (2000)[125]

#### Palestine
- Huy chương Bethlehem 2000 (2000)[126]

#### Gruzia
- Huân chương Trác việt của Tổng thống (2013)[127]

#### Tổ chức
- Huân chương Thánh Vladimir hạng 1 (2007)[128]
- Huân chương Thánh Dmitry Donskoy hạng 1 (2005)[129]
- Huân chương Thánh Seraphim xứ Sarov hạng 1 (2015)[130]
- Huân chương Thánh Sergius xứ Radonež hạng 1 (2002)[131]
- Huân chương Thánh Cyril xứ Turov hạng 1 (Giáo hội Chính Thống Belarus) (2006)[132]
- Công dân danh dự của Yerevan, Armenia (2001)[133]
- Bằng danh dự của Cộng đồng Kinh tế Ấu-Á (2006)[134]
- Giải thưởng đặc biệt của Ủy ban Olympic Quốc tế «Gates of the Olymph» (2000)[135]
- Huy chương của Tổ chức FIDOF «For development of world festival movement» (2005)[136]
- Người chiến thắng trong giải thưởng quốc tế Andrey Pervozvanny «For Faith and Loyalty» (1995)[137]
- Huésped Ilustre de Caracas, Venezuela (2010)[138]
- Orden Ciudadano Ilustre (Caracas, Venezuela; 2010)[139]